# Damiano Verri
Damiano Verri (Parma, 20 dicembre 1985) è un ex cestista italiano.
Giocava nel ruolo di ala grande/centro.

## Carriera

### Pallacanestro
Durante la stagione 2018-19 esordisce in FIBA Europe Cup, dove mette a segno i suoi due primi punti stagionali da professionista .

### Pallacanestro 3x3
Ha vinto due scudetti 3x3 (circuito FISB Streetball) nel 2016 con Pavia e nel 2018 con Cremona.
Ha disputato 20 partite con la Nazionale Italiana 3x3, partecipando ai Giochi europei 2015 e al Campionato mondiale di pallacanestro 3x3 2016.